# چشم آبی روشن
چشم آبی روشن (به انگلیسی: The Pale Blue Eye) یک فیلم دلهره‌آور معمایی آمریکایی به نویسندگی و کارگردانی اسکات کوپر با بازی کریستین بیل است. این فیلم بر اساس رمانی به همین نام اثر لویی بایار در سال ۲۰۰۶ ساخته شده‌است.
چشم آبی روشن در تاریخ ۲۳ دسامبر ۲۰۲۲ در سینماهای منتخب اکران شد و سپس از طریق پخش جریانی در ۶ ژانویه ۲۰۲۳ توسط نتفلیکس منتشر شد. این فیلم نقدهای متفاوتی از سوی منتقدان دریافت کرد.

## طرح داستان
در سال ۱۸۳۰، آگوستوس لندر، کارآگاه کهنه‌کار، به بررسی یک سری قتل در آکادمی نظامی ایالات متحده در وست پوینت، نیویورک می‌پردازد. ادگار آلن پو، یک دانشجوی دانشکدهٔ افسری جوان او را کمک می‌کند.

## بازیگران
- کریستین بیل در نقش آگوستوس لندور[۷]
- هری ملینگ در نقش ادگار آلن پو[۸]
- جیلین اندرسون
- لوسی بوینتون
- شارلوت گنزبور
- توبی جونز
- هری لوتی
- سایمن مک‌برنی
- تیموتی اسپال
- هدلی رابینسون
- جوی بروکس
- برنان کوک
- گیدی‌ین گلیک
- فرد هچینگر
- مت هیم
- استیون مایر
- چارلی تاهان
- رابرت دووال

## تولید
در ۶ مارس ۲۰۲۱، اعلام شد که نتفلیکس حقوق این فیلم را به قیمت حدود ۵۵ میلیون دلار در بازار فیلم اروپا پیش خرید کرده‌است.
فیلمبرداری در ۲۹ نوامبر ۲۰۲۱ در مسافرخانه تاریخی کامپس این در لف‌لین‌تاون، پنسیلوانیا آغاز شد. در دسامبر، فیلمبرداری در کالج وست مینستر در نیو ویلمینگتون، پنسیلوانیا انجام شد.

## انتشار
چشم آبی روشن در تاریخ ۲۳ دسامبر ۲۰۲۲ در سینماهای منتخب اکران شود، و پس از آن از طریق پخش جریانی در ۶ ژانویه ۲۰۲۳ در نتفلیکس در دسترس قرار گرفت.

## بازخورد
در وبگاه جمع‌آوری نقد راتن تومیتوز، ٪۶۶ از ۸۵ بررسی منتقدان مثبت است، و میانگینِ امتیاز آن ۶/۱۰ است. اجماع این وبگاه چنین می‌نویسد: «چشم آبی روشن فاقد نگاه نافذ منبع اصلی خود است، اما این فیلم معمایی با بازیگران خوب خود به اندازه کافی برای بررسی جذاب است.» این فیلم در متاکریتیک که از میانگین وزنی استفاده می‌کند، بر اساس نظر ۲۹ منتقدین امتیاز ۵۶ از ۱۰۰ را کسب کرده که نشان‌گر «نقدهای مختلط یا متوسط» است.